# Apple Maps
 Apple Maps es un servicio de mapas desarrollado por Apple a los dispositivos con iPadOS, iOS y OS X y macOS. Fue introducido en marzo de 2012 en todos los dispositivos nuevos y con todas actualizaciones del sistema como reemplazo del Google Maps.

## Características
- Turn-by-Turn Navigation con voz funciona con TomTom (iPhone 4S y más tarde, iPad 2 y posteriores, y el iPod Touch (5 ª generación) instrucciones de voz, (iPhone 4S y posteriores).
- Los mapas son de origen Apple, en lugar de utilizar fuentes de Google.
- Visión 3D de los mapas (iPhone 4S y más tarde, iPad 2 y posteriores, y el iPod Touch (5 ª generación).
- Vista de satélite.
- Vista de pasos elevados para los mapas 3D con vista de satélite (iPhone 4S y más tarde, iPad 2 y posteriores, y el iPod Touch (5 ª generación)).
- Nuevo icono.
- Bloqueo de pantalla para la navegación turn-by-turn (iPhone 4S y más tarde, y iPad 2 y posteriores), instrucciones de voz (iPhone 4S y posteriores).
- Permite al usuario iniciar Yelp ! una aplicación disponible en el entorno de negocios que ofrece información sobre las empresas.
- Tarjetas de Información de las empresas.
- Crowd sourcing Tráfico con datos anónimos enviados desde todos los teléfonos iPhone, también añade eventos de tráfico lento. Re-enrutamiento alrededor de los accidentes de tráfico y trabajos en la carretera.
- Al tocar la barra de búsqueda da automáticamente indicaciones de cómo volver a casa desde la ubicación actual, (se puede cambiar)

## Errores graves
Después de su lanzamiento, los usuarios encontraron errores graves al software para una variedad de razones:
- Errores graves sobre la ubicación incorrecta de ciertos lugares. Por ejemplo: "situaba la Alhambra en Granollers" .[1]
- La aplicación también ha sido criticada por su falta de ciertas características que figuran en "Google Maps", como Street View y las directrices de ruta para ir a un lugar.

## Flyover
Lugares disponibles en Flyover:
| Territorio                     | Ciudades |
| ------------------------------ | --- |
| Bandera de Australia           | Melbourne, Perth, Sídney |
| Bandera de Austria             | Graz, Linz |
| Bandera de Bahamas             | Nassau |
| Bandera de República Checa     | Brno, Praga |
| Bandera de Canadá              | Calgary, Montreal, Surrey, Toronto, Vancouver |
| Bandera de Dinamarca           | Arhus, Copenhague, Odense, Roskilde |
| Bandera de Finlandia           | Helsinki |
| Bandera de Francia             | Aviñón, Beziers, Biarritz, Burdeos, Clermont-Ferrand, Dijon, Lyon, Marsella, Montpellier, Niza, París, Perpiñán, Rennes, Saint-Étienne, Saint-Tropez, Strasbourg |
| Bandera de Alemania            | Berlín, Colonia, Hamburgo, Múnich, Kehl |
| Bandera de Gibraltar           | Gibraltar |
| Bandera de Ciudad del Vaticano | Ciudad del Vaticano |
| Bandera de Hungría             | Budapest |
| Bandera de Italia              | Ancona, Bari, Cittadella, Milán, Perugia, Roma, Turín, Venecia |
| Bandera de Irlanda             | Cork, Dublín |
| Bandera de Japón               | Tokio, Sapporo |
| Bandera de México              | Ensenada, Guadalajara, Teotihuacán, Tijuana, Mazatlán, Puerto Vallarta, Acapulco, Cabo San Lucas, Chichen Iztá, Mazatlán, Cuernavaca, Guaymas, Hermosillo, La Paz, Loreto, Oaxaca y Tulum.                                                                                               |
| Bandera de Mónaco              | Todo el país |
| Bandera de los Países Bajos    | Róterdam |
| Bandera de Nueva Zelanda       | Auckland, Christchurch, Dunedin, Nelson, Wellington |
| Bandera de Puerto Rico         | Aguadilla, Arecibo, Ponce |
| Bandera de Sudáfrica           | Cape Town, Durban |
| Bandera de España              | Alicante, Almería, Badajoz, Barcelona, Cáceres, Cádiz, Córdoba, Gijón, Granada, Huelva, Jerez de la Frontera, La Coruña, León, Lugo, Madrid, Málaga, Murcia, Pamplona, Salamanca, San Sebastián, Sevilla, Valencia, Valladolid, Vigo, Villanueva de los Infantes (Ciudad Real), Zaragoza |
| Bandera de Suecia              | Gothenburg, Linköping, Helsingborg, Malmö, Stockholm, Visby |
| Bandera del Reino Unido        | Belfast, Birmingham, Edimburgo, Glasgow, Leeds, Liverpool, Londres, Manchester, Wolverhampton |

| País                      | Estado        | Ciudad |
| ------------------------- | ------------- | --- |
| Bandera de Estados Unidos | Arizona       | Phoenix |
| Bandera de Estados Unidos | California    | Bakersfield, Fresno, Los Ángeles, Modesto, Oakland, Sacramento, San Diego, San Francisco, San José, Stockton |
| Bandera de Estados Unidos | Colorado      | Denver |
| Bandera de Estados Unidos | Florida       | Miami |
| Bandera de Estados Unidos | Georgia       | Atlanta |
| Bandera de Estados Unidos | Hawái         | Honolulu |
| Bandera de Estados Unidos | Idaho         | Boise |
| Bandera de Estados Unidos | Illinois      | Chicago |
| Bandera de Estados Unidos | Indiana       | Indianapolis                                                                                                 |
| Bandera de Estados Unidos | Luisiana      | Baton Rouge, Nueva Orleans                                                                                   |
| Bandera de Estados Unidos | Maine         | Portland |
| Bandera de Estados Unidos | Maryland      | Baltimore |
| Bandera de Estados Unidos | Massachusetts | Boston |
| Bandera de Estados Unidos | Minnesota     | Minneapolis, Saint Paul                                                                                      |
| Bandera de Estados Unidos | Nevada        | Las Vegas |
| Bandera de Estados Unidos | Nueva York    | Albany, Buffalo, Nueva York, Schenectady                                                                     |
| Bandera de Estados Unidos | Ohio          | Cleveland |
| Bandera de Estados Unidos | Oklahoma      | Tulsa |
| Bandera de Estados Unidos | Oregón        | Portland, Salem                                                                                              |
| Bandera de Estados Unidos | Pensilvania   | Filadelfia                                                                                                   |
| Bandera de Estados Unidos | Rhode Island  | Providence                                                                                                   |
| Bandera de Estados Unidos | Tennessee     | Memphis, Nashville                                                                                           |
| Bandera de Estados Unidos | Texas         | Arlington, Amarillo, Austin, Dallas, Fort Worth, Houston, San Antonio                                        |
| Bandera de Estados Unidos | Washington    | Seattle, Tacoma                                                                                              |
| Bandera de Estados Unidos | Wisconsin     | Green Bay, Milwaukee                                                                                         |
| Bandera de Estados Unidos | Wyoming       | Cheyenne |

Áreas no muy pobladas:
| Punto de interés             | País                      | Estado         |
| ---------------------------- | ------------------------- | -------------- |
| Parque nacional de los Arcos | Bandera de Estados Unidos | Utah           |
| Château de Chambord          | Bandera de Francia        | Loir y Cher    |
| Château de Chenonceaux       | Bandera de Francia        | Indre y Loira  |
| Cliffs of Moher              | Bandera de Irlanda        | Munster        |
| Devils Tower                 | Bandera de Estados Unidos | Wyoming        |
| Grand Canyon (partly)        | Bandera de Estados Unidos | Arizona        |
| Hoover Dam                   | Bandera de Estados Unidos | Arizona/Nevada |
| Meteor Crater                | Bandera de Estados Unidos | Arizona        |
| Millau Viaduct               | Bandera de Francia        | Aveyron        |
| Monte Saint-Michel           | Bandera de Francia        | Mancha         |
| Mount Rushmore               | Bandera de Estados Unidos | Dakota del Sur |
| Pont du Gard                 | Bandera de Francia        | Gard           |
| Royal Gorge                  | Bandera de Estados Unidos | Colorado       |
| Stonehenge                   | Bandera del Reino Unido   | Wiltshire      |
| Parque nacional de Yosemite  | Bandera de Estados Unidos | California     |
| Zion National Park           | Bandera de Estados Unidos | Utah           |